# Грец, Георгий Николаевич
Георгий Николаевич Грец (род. 22 ноября 1962, село Виноградово, Херсонская область) — ректор Смоленской государственной академии физической культуры, спорта и туризма (с 2008 года), доктор педагогических наук (2008), профессор (2010), заслуженный работник физической культуры Российской Федерации, президент Олимпийской академии Запада России.

## Биография
Родился 22 ноября 1962 года в селе Виноградово. Выпускник Смоленского государственного института физической культуры (1987).
В 1994 году защитил диссертацию на соискание ученой степени кандидата педагогических наук, назначен проректором по экономической работе Смоленского государственного института физической культуры.
В 2000 году — доцент кафедры управления, экономики и оздоровительной физической культуры Смоленского ГИФК.
В 2008 году защитил диссертацию на соискание ученой степени доктора педагогических наук. Тема диссертации «Физическая реабилитация лиц с отклонениями в состоянии здоровья и инвалидов на основе применения средств физической культуры и специализированных тренажерных устройств».
В 2008 году назначен ректором Смоленской государственной академии физической культуры, спорта и туризма.
В 2010 году получил ученое звание профессора.
15 декабря 2021 года Георгий Грец была задержан правоохранительными органами Смоленской области в связи с возбуждением уголовного дела по факту хищения денежных средств Смоленского государственного университета спорта.

## Научно-педагогическая работа
Является автором более 100 научных и учебно-методических публикаций, из них 6 учебных пособий. Специалист в области адаптивной физической культуры. Общий научно-педагогический стаж — более 25 лет, стаж руководящей работы в вузах — более 17 лет.

## Общественная работа
Президент волейбольного клуба «Феникс» (г. Смоленск).
Член Федерации биатлона Смоленской области.
Член Общественной палаты Смоленской области.
Был кандидатом от «Единой России» на выборах депутатов Смоленской областной Думы пятого созыва.

## Семья
Жена — Грец Юлия Юрьевна. Имеет двух сыновей.

## Награды и признание
- Заслуженный работник физической культуры Российской Федерации (2011 год);
- Почётная грамота Совета Федерации Федерального Собрания Российской Федерации (декабрь 2014 года)[11];
- Почётный знак «За заслуги перед Смоленщиной» (15 декабря 2015 года)[12];
- Удостоен ряда профильных и общественных медалей, знаков отличия, дипломов, благодарностей, грамот и др.[13].